# 성균관대학교
성균관대학교(成均館大學校, Sungkyunkwan University)는 대한민국의 사립 종합 대학이다. 1398년 조선 한성부 숭교방에 새롭게 개편하여 설립한 최고학부 성균관의 전통을 계승한다.
경술국치 이후 성균관은 경학원으로 격하되었고 유림과 민족 지식인들의 뜻에 의하여 부설된 명륜전문학교마저 1943년 폐교되었다. 이는 비로소 광복 직후 부활하였으며 경학원은 성균관으로 환원되었다. 이후 개혁적인 민족 지식인들의 복교 및 재개교 요청에 따라 1945년 11월 김창숙의 주도로 열린 전국유림대회에서 성균관대학의 확대 개편을 통한 설립이 결의되었다. 이듬해 명륜전문학교와 학린사가 병합되어 재단법인 성균관대학이 설립되었고 9월 25일 문교부의 인가를 받았다. 이런 과정을 통해 설립된 현재의 성균관대학교는 법적으로도 문서적으로도 과거의 성균관을 계승한 상태이다.
성균관대학은 1953년 종합대학으로 승격되었고 1965년부터 1977년까지는 삼성문화재단이, 1979년부터 1991년까지는 봉명재단이 학교 운영을 맡았다. 이후 1996년 11월 다시금 삼성그룹이 재단을 인수하였다. 성균관대학교는 1979년 경기도 수원시에 자연과학캠퍼스가 준공된 이래 서울특별시 종로구의 인문사회과학캠퍼스와 함께 이원화 캠퍼스 체제로 운영되고 있다.
오늘날 성균관대학교는 인의예지의 품성과 신언서판의 능력을 갖춘 교양인, 창의적 사고와 도전정신으로 디지털시대의 신가치를 창출하는 전문가, 그리고 인류사회에 공헌할 수 있는 글로벌 역량을 갖춘 리더 양성을 목표로 하고 있다.

## 역사

### 고전대학시대 (1398년~1894년)

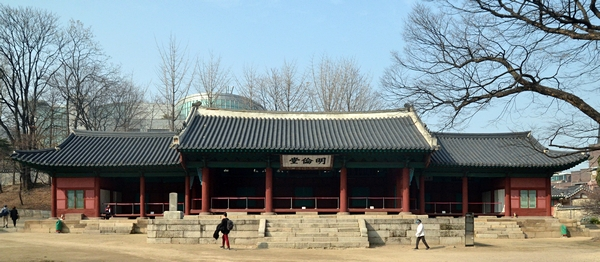
성균관 명륜당

성균관대학교의 역사는 크게 고전대학시대, 근대대학시대 그리고 현대대학시대로 나눌 수 있는데, 그 중에 고전대학시대는 1398년에서 1894년까지를 말한다. 이 때는 전통적인 유학교육이 행해졌으며 제도적 운영 또한 고전적이었다.
나아가 고전대학시대는 다음과 같이 3기로 나눌 수 있다.
제1기는 건학기로 1398년에서 1494년까지, 즉 태조 때 성균관의 건립로부터 성종 때까지가 이에 해당된다. 그 시기에는 성균관의 건립과 더불어 제도상의 정비, 운영상의 시책이 적극적으로 베풀어져 최고 국립대학의 체제가 완성되었다.
한민족 국가의 최고학부에 관한 가장 오래된 기록은 고구려 소수림왕 2년(서기 372년)으로 거슬러 올라간다. 왕조 시대의 유일한 국립대학이었던 성균관은 이 때의 태학과 맥락을 같이 한다. 그러나 성균관대학교는 건학원년을 1398년으로 잡고 있으며, 이는 성균관이라는 교명과 현 학교 위치를 고려한 것이다. 즉 조선 개국 후 태조 이성계는 한양으로 천도하고 서둘러 숭교방(현재 인문사회과학캠퍼스 위치)에 성균관을 개설하였는데, 이것이 성균관대학교 역사의 시초다.
제2기는 정체기로 1495년에서 1724년까지, 즉 연산군 때부터 경종 때까지가 이에 해당한다. 이 시기에는 연산군의 폭정으로 성균관이 한때 잔치를 벌이는 곳으로 전락하여, 비로소 중종의 즉위 후 원상 복구한 불미스러운 일이 있었다. 또 선조 때에는 임진왜란으로 성균관이 소실되었다가 선조 34년에 문묘가 재건되고 5년 뒤에는 명륜당이 중건되는 곡절을 겪었다.
제3기는 부흥기로 1725년에서 1894년까지, 즉 영조 때부터 갑오경장 때까지가 이에 해당된다. 이 시기에는 정치적, 문예적 부흥기를 맞아 성균관의 교육도 자못 활기를 띠었고, 또 실학자들에 의하여 교육제도에 대한 개혁론도 활발히 전개되었다.
- 1398년 - 조선 태조 때 성균관이 설립됨.
- 1475년 - 성균관 내에 최초의 도서관인 존경각 설립.
- 1519년 - 대학의 상징인 은행나무가 심어짐. (현대에 천연기념물 제59호로 지정)
- 1592년 - 임진왜란에 의해 문묘가 전소되었음.
- 1601년 - 선조에 의해 문묘 재건.

### 근대대학시대 (1895년~1945년)
근대대학시대 또한 크게 3기로 나눌 수 있다.
제1기는 개화기로 1895년에서 1910년까지, 즉 성균관이 근대적인 대학으로 발족한 때부터 경술국치까지가 이에 해당된다. 1895년 칙령으로 성균관에 3년제 경학과가 설치되었으며 역사학, 지리학, 수학 등 각종 강좌가 개설되었다. 동시에 교수임명제와 입학·졸업시험제가 실시되었으며 학기제가 도입되었고, 연간 수업일수와 주당 강의시간수를 책정하는 등의 근대적인 제도 개혁이 단행되었다. 이로써 성균관은 고전대학으로부터 근대대학으로의 일대 전환을 맞게 되었다.
제2기인 수난기는 일제강점기이다. 성균관은 조선의 최고학부로서의 교육기능을 상실당하였으며, 석전향사(釋奠享祀)와 재산관리를 주 임무로 하는 기관으로 변모하였다. 그 뒤 전국 유림들에 의한 성균관 교육기능의 회복 움직임이 크게 일어나 1930년 경학원 안에 명륜학원이 설치되었다가 다시 명륜전문학원으로 개편, 1942년 재단법인 명륜전문학교로 인가를 받아 신입생을 선발하고 교육하기 시작하였다. 그러나 이마저 태평양 전쟁으로 인해 1944년 명륜연성소로 개편되어 그 빛을 잃게 되었다.
성균관대학교 측의 입장에 의하면, 명륜전문학교는 과거 조선의 최고학부였던 성균관의 정통, 즉 '바른 계통'을 온전히 계승한 것으로는 볼 수 없으며 그 정통의 계승은 후에 성균관대학의 설립으로 실현되는 것이다.
- 1895년 - 성균관이 3년제 경학과를 지닌 근대 대학으로 전환.
- 1911년 - 조선총독부에 의해 경학원으로 강제 개명.
- 1930년 - 경학원 안에 명륜학원이 설치됨.
- 1939년 - 명륜학원이 명륜전문학원으로 승격.
- 1942년 3월 17일 - 재단법인 명륜전문학교가 조선총독부의 인가를 받음.
- 1943년 12월 31일 - 태평양 전쟁의 영향으로 명륜전문학교 폐교.
- 1944년 - 명륜전문학교를 명륜연성소로 개편.

### 현대대학시대 (1945년~현재)

중앙학술정보관 앞에 위치한 김창숙의 동상

근대대학시대의 제3기인 발전기는 곧 현대대학시대를 의미한다.
1945년 해방과 더불어 명륜전문학교가 부활하였고 경학원이 성균관으로 명칭을 회복하였다. 같은 해 11월 김창숙의 주도로 전국유림대회가 열려 전국에서 천여 명의 대표 유림들이 성균관 명륜당에 모였다. 김구가 위원장을, 이승만이 고문을 역임하였다. 이후 성균관의 정통을 계승할 대학의 수립을 위하여 성균관대학 기성회가 조직되었고, 종전의 명륜전문학교 재단을 통합하여 재단법인 성균관대학이 설립되었다. 이듬해인 1946년 9월 25일 문교부로부터 성균관대학이 정식으로 인가되었으며 김창숙이 초대 학장 및 성균관장에 취임하였다. 이 과정에서 전국 향교로부터 재산을 갹출받았으며 전국 유림들이 기부금을 냈다. 설립 과정에서 학봉 이석구가 재단법인 학린사의 거대한 토지재산을 희사하였다.
이처럼 성균관의 정통을 계승하여 출범한 성균관대학은 문학부와 정경학부의 2개 학부로 구성되었다. 동양철학과, 문학과(국문학전공, 영문학전공, 불문학전공), 사학과가 문학부에 속하였으며 법률학과, 정치학과, 경제학과가 정경학부에 속하였다. 그러나 1950년 한국 전쟁이 발발하였고 성균관대학은 부산으로 피난하여 부산고등학교 안의 임시 천막교사로, 그리고 부산시 동대신동의 임시교사로 전전하지 않을 수 없었다. 성균관대학은 1953년 종합대학으로 승격되었으며, 1954년 석조 본관이 준공되었다. 나아가 1963년 사립학교법으로 인해 기존의 재단법인 성균관대학이 개편되어 '학교법인 성균관대학'과 정부기관 산하의 '재단법인 성균관'으로 분리되었다.
| 연혁 |
| --- |
| - 1946년 - 조선 시대 성균관이 지니고 있던 최고 교육 기관으로서 기능을 이관받아 성균관대학 설립(초대 학장 : 김창숙, 재단이사장 : 조동식). - 1950년 - 한국 전쟁 당시 UN군의 수도탈환에 앞서 화재로 인하여 1,500여명을 수용하던 700여평의 교사와 7세기에 걸쳐 소장해온 70,000여권의 진귀한 고전서적이 소실. - 1952년 - 부산시 동대신동에 임시교사 3동 신축 이전. - 1953년 - 종합대학으로 승격(초대 총장 : 김창숙), 각 도 향교재단의 재산을 거출하여 재단법인 성균관대학을 성균관에 통합. - 1954년 - 본관 준공. - 1957년 - 제1과학관 준공. - 1958년 - 야간대학 신설, 중앙도서관 준공. - 1960년 - 제2과학관 준공. - 1962년 - 대학본부 준공. - 1963년 - 재단법인 성균관대학을 학교법인 성균관대학으로 개편. 성균관은 정부기관 산하로 독립, 경영대학 신설. - 1964년 - 박물관ㆍ국제문화연구원ㆍ사회과학연구원ㆍ기업경영연구원ㆍ약품생산연구원 부설, 교수회관 준공. - 1965년 - 삼성문화재단이 학교 운영에 참여, 이공대학 신설. - 1969년 - 제3과학관(호암관) 준공. - 1972년 - 사범대학 신설. - 1974년 - 수선관 준공. - 1977년 - 삼성문화재단이 학교 운영 포기. - 1979년 - 봉명재단이 학교 운영에 참여. - 1979년 - 자연과학캠퍼스 준공 및 개강. - 1983년 - 과학도서관ㆍ학생회관(자과캠) 준공 - 1986년 - 수성관(체육관)ㆍ양현관 준공. - 1987년 - 중앙도서관 준공 - 1988년 - 유학대학원 신설 - 1990년 - 건학 600주년 기념 사업회 설립. - 1991년 - 봉명재단 퇴진. - 1994년 - 산ㆍ학ㆍ연 과학기술연구단지 조성, 제2공학관 준공. - 1996년 - 삼성재단의 학교 운영 참여, 전면적 학부제 실시. - 1998년 - 건학 600주년 기념식 거행, 예술학부 신설. - 1999년 - 600주년기념관 준공, BK21사업 선정 - 2000년 - 경영관 준공, 동아시아학술원 신설. - 2001년 - 의학관ㆍ종합연구동 준공. - 2004년 - MIT 슬로언 비즈니스 스쿨(Sloan School of Management)과 공동으로 경영전문대학원에 ‘SKK GSB’ 신설, 법학관 준공. - 2005년 - 성균나노과학기술원ㆍ학부대학ㆍ중국대학원 신설. - 2006년 - 삼성재단 영입 10주년, 반도체시스템공학과 신설. - 2008년 - 법학전문대학원(로스쿨)ㆍ글로벌경영학과 신설, 반도체관ㆍ화학관ㆍ약학관 준공. - 2009년 - 인터랙션사이언스학과(세계연구중심대학사업)ㆍ에너지과학과(세계연구중심대학 사업)ㆍ글로벌경제학과 신설, 삼성학술정보관ㆍ국제관 준공, 대한민국 선거 사상 최초로 대학내 투표소 설치. - 2010년 - 학부교육선진화선도대학사업(ACE) 선정. - 2011년 - VISION2020 선포, 소프트웨어학과 신설. - 2012년 - 글로벌리더학부 신설, 산학협력선도대학사업(LINC) 선정. - 2013년 - 산학협력센터 준공, BK21플러스사업 선정. - 2014년 - 글로벌센터 준공, 대학특성화사업(CKⅡ) 및 학부교육선진화선도대학사업(ACE+) 선정. - 2015년 - 글로벌바이오메디컬공학과 신설, N센터 준공. - 2016년 - 대학인문역량강화사업(CORE) 선정. - 2018년 - VISION2020+ 선포, 대학혁신지원사업 시범운영사업 선정, THE 세계대학평가 82위, QS 세계대학평가 100위. - 2019년 - 학생성공센터 설립, AI(인공지능) 비전전략 선포 및 AI 대학원 신설, 문화예술미디어융합원 개원, THE 세계대학평가 89위, QS 세계대학평가 95위. - 2020년 - 4단계 BK21 사업 사립대 1위, 첫 도전학기 개최, 양자정보연구지원센터 개소. |

## 위치

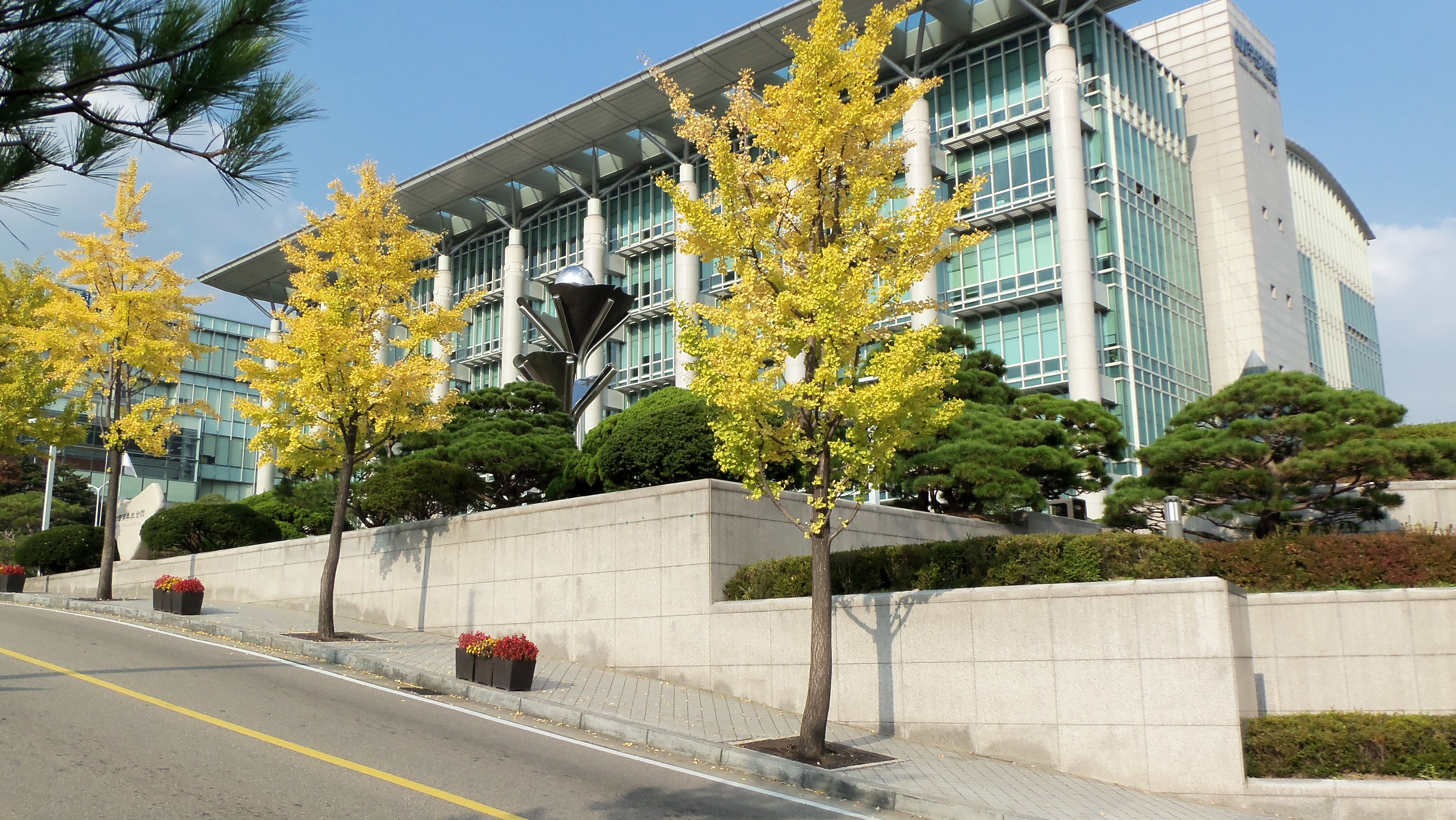
인문사회과학캠퍼스 600주년 기념관

성균관대학교는 서울특별시 종로구 성균관로 25-2에 위치한 인문사회과학캠퍼스(서울 지하철 4호선 혜화역)와 경기도 수원시 장안구 서부로 2066에 위치한 자연과학캠퍼스(수도권 전철 1호선 성균관대역)의 이원화 캠퍼스로 이루어져 있다. 각 캠퍼스의 소속 전공은 문, 이과의 구분에 따라 나뉘어 있다.

## 산학 협력 및 교류
2010년 기준 대한민국에서 가장 많은 민간연구비를 수주받은 대학으로 알려져 있으며 총 연구비와 중앙정부 연구비에서는 3위를 기록하였다.

## 국제 교육 및 교류

### 국제하계학기(International Summer Semester)

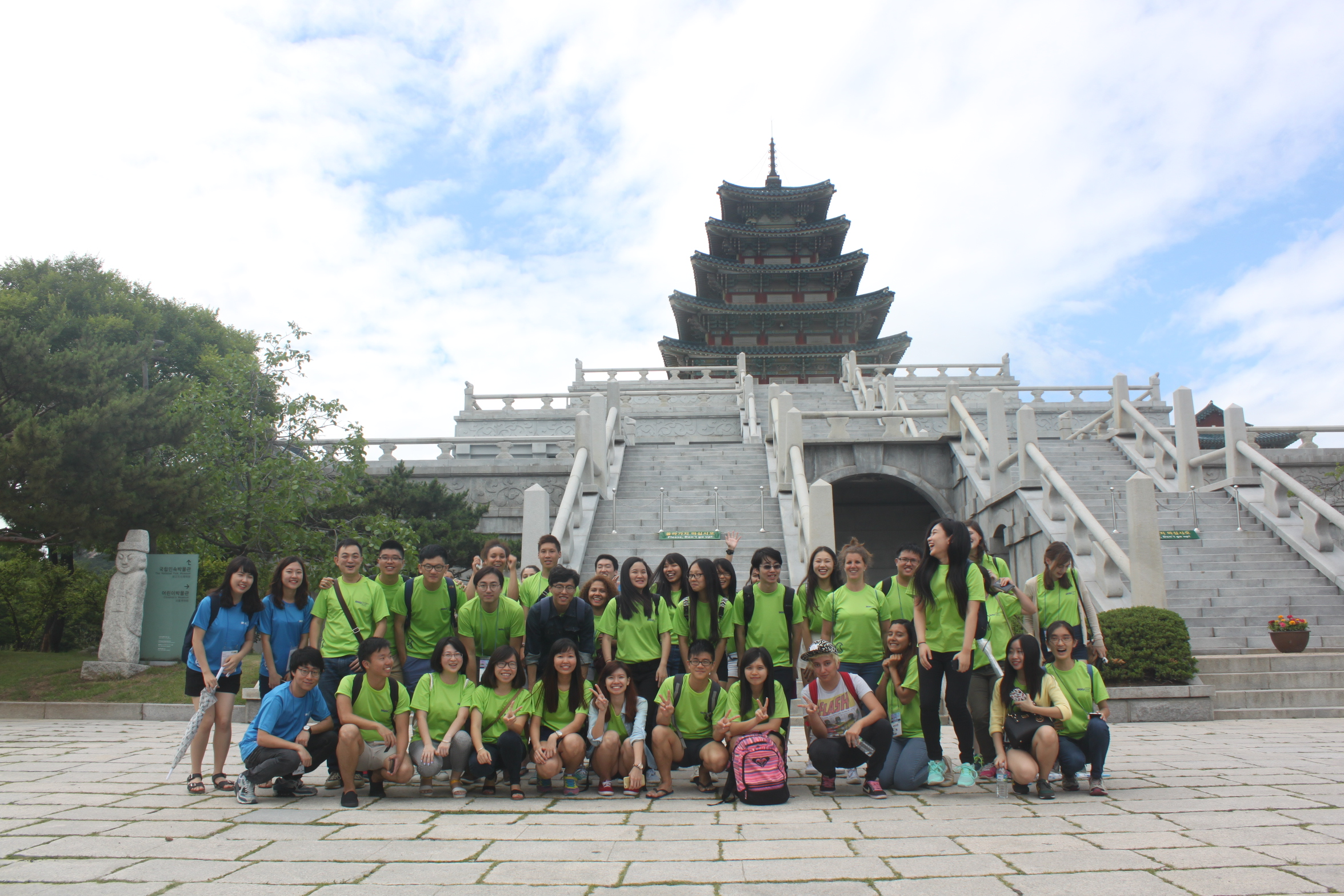
2015학년도 국제하계학기 경복궁 필드트립

2008학년도에 시작된 국제하계학기는 글로벌 이슈에 관한 세계적 명성과 강의, 연구 능력을 갖춘 교수팀을 초빙하여 재학생에게 국제화 교육프로그램을 제공하고자 개설되었다. 약 300여명이 참가한 2008학년도에는 'Culture, Business & Technology in East Asia'를 주제로 프로그램이 진행되었고, 2009학년도에는 'Sustainable Global Prosperity'를 주제로 5개의 트랙을 기반으로 프로그램이 개설되었으며 40여 개국·96개 대학의 외국학생이 참가하였다.
국제하계학기에서는 세계 각국의 젊은이들과 함께 글로벌 이슈에 대한 의견을 나누며 국제적 감각을 함양할 수 있는 특별한 경험이 주어진다. 나아가 Global Forum, 한국문화 체험, 필드트립, 캠퍼스 문화활동, 공연관람, Summer Night Party 등을 통해 외국학생과 재학생은 서로 어울리고 교류하며 이해의 폭을 넓힐 수 있다. 2010학년도 국제하계학기에는 주제 'Recovery & Prosperity: Post Crisis & New Future'에 관한 5개 트랙(Recovery, Post Crisis, Prosperity, The Future, East Asia)을 기반으로 총 21개 코스가 개설되었다. 매년 국제하계학기 홈페이지에서 당해 연도의 교육 프로그램을 소개하고 있다.
| 2010학년도 국제하계학기 코스 및 수업 | 2010학년도 국제하계학기 코스 및 수업 |
| ------------------------------------ | --- |
| Recovery Track                       | Global Recovery: Reality and Weakness / Business Success and Failure: Learning from the Crisis / Corporate Leadership in Recovery / Successful Innovation: Case Studies                                       |
| The Future                           | Future Energy Development / Emerging Technologies and Future Business / Virtual Communities: The Age of the Avatar / City Design and Renewal                                                                  |
| Post Crisis                          | Social and Political Risk after the Crisis / Rethinking of Capitalism / Labor Migration in a Global Era / Social Enterprise                                                                                   |
| East Asia                            | Confucianism in a Global Era / History within the Triangle (Korea, China, and Japan) / Leadership and Innovation in the Oriental Classics / Economic Collaboration: East and West / Classical Oriental Poetry |
| Prosperity                           | Diaspora and the New Generation / Creative Mind in Life / Industrial Ecology: Business and the Environment / City Branding                                                                                    |

## 부속 기관

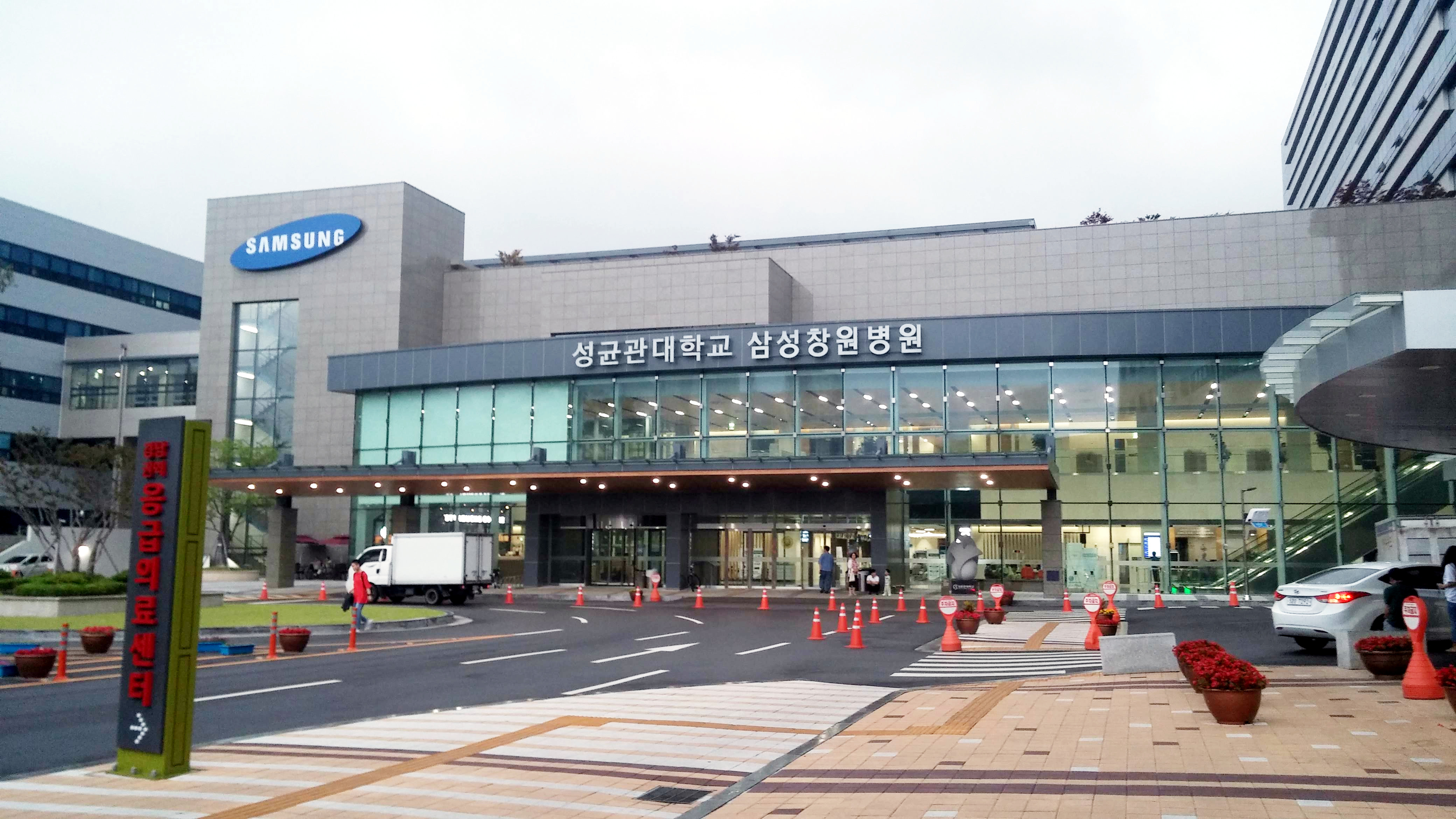
삼성창원병원

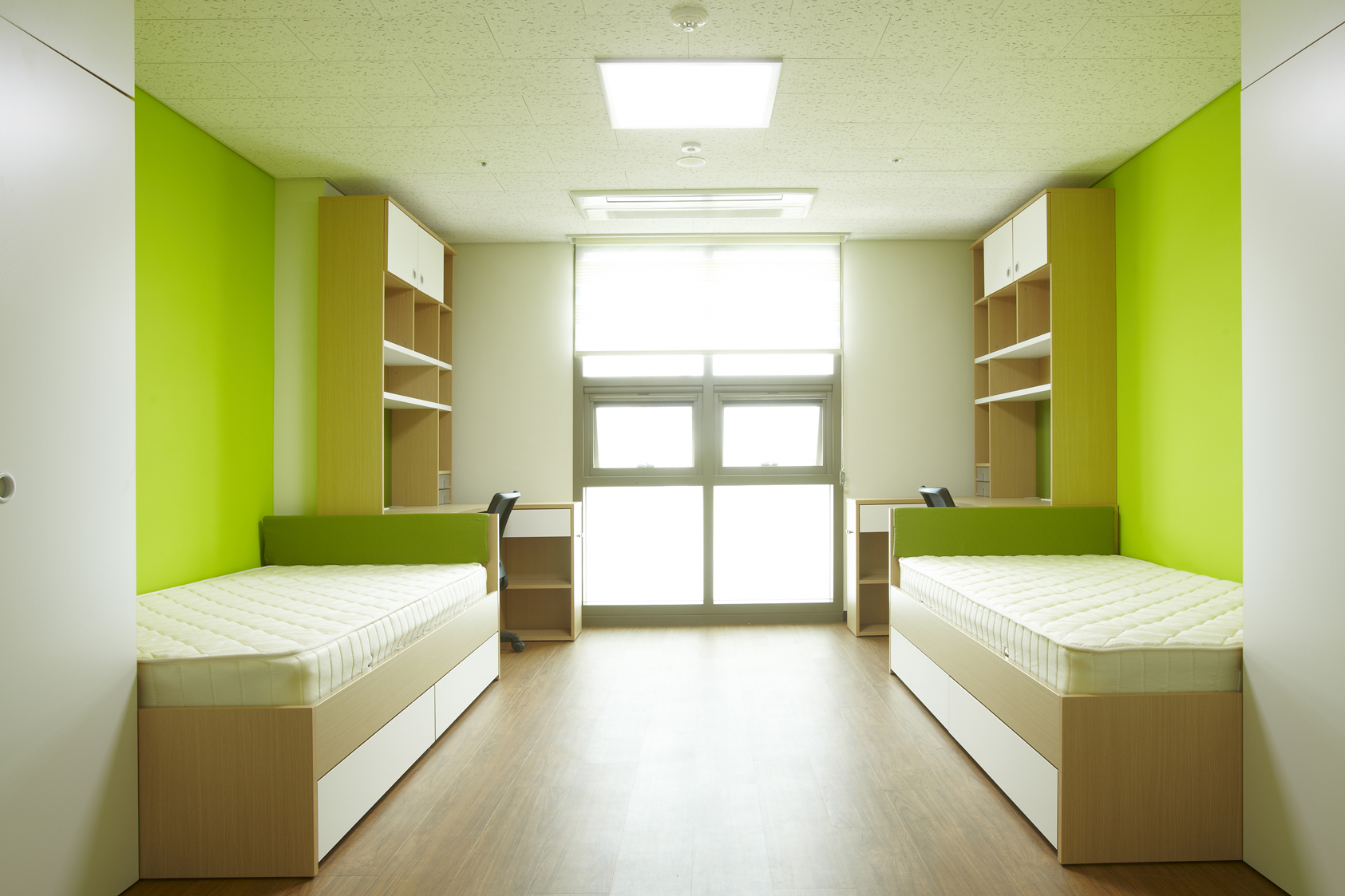
E-하우스 내 2인실

- 성균관대학교 삼성창원병원

교육과학기술부의 권고에 따라 2010년 7월 15일, 삼성의료원의 마산삼성병원을 ‘성균관대학교 삼성창원병원’으로 전환하여 의대부속기관으로 소속을 바꾸었다. 성균관대학교 의과대학의 교육병원은 삼성서울병원, 강북삼성병원, 성균관대학교 삼성창원병원이며 대부분의 교육은 삼성서울병원에서 진행된다.
- 학술정보관(도서관)

성균관대의 도서관은 인문사회과학캠퍼스에 있는 중앙학술정보관, 한용교 법학도서관, 경영도서관, 그리고 자연과학캠퍼스에 있는 삼성학술정보관(구 과학학술정보관), 건축도서관으로 구성되어 있다. 성균관대학교 학술정보관은 이 모든 도서관을 관리 및 운영하고 있다. 모든 학술정보관을 합쳐 장서보유 현황은 2,766,087권에 이른다.
- 동아시아학술원

동아시아학 연구를 위해 2000년 3월에 설립되었다. 성균관대학교 인문사회과학캠퍼스 내에 위치하고 있으며, 현재 사범대학 한문교육과의 임형택 교수가 학술원장으로 재직하고 있다. 국제저널인 “Sungkyun Journal of East Asian Studies” 보관됨 2007-07-17 - 웨이백 머신를 발간하고 있다.
- 박물관

유교문화를 중심으로 역사적 유물을 발굴 및 수집하고 이를 전시, 학술연구에 기여함을 목적으로 한다. 600주년 기념관 내 지하 1층에 위치한다.
- 성대신문사

교수 학생의 연구발표, 학교 공지사항 보도, 기타 대내외적으로 건설적인 의견과 비판으로 여론의 창달을 기하는 교내 신문사이다.
- 성균타임즈사

교수 학생의 연구발표, 학교 공지사항 보도, 기타 대내외적으로 건설적인 의견과 비판으로 여론의 창달을 기하는 교내 신문사이며 영자(英字)를 주문(主文)으로 발행하는 것을 특징으로 한다.
- 성대방송국

성균관대학교의 언론기관으로서 방송을 통한 일반학문의 보급과 공지사항의 신속한 보도로 학생들의 교양증진 및 정서함양을 도모하여 건전한 학풍조성에 이바지함을 목적으로 설립되었다.
- 출판부

학술연구 문헌의 출판과 교육에 필요한 교재 및 인쇄물의 간행을 통하여 대학의 학술·문화발전과 대한민국 출판 문화의 향상·발전에 기여함을 목적으로 한다. 1975년에 설립되었으며, 학술도서와 교재도서, 교양도서를 발간해 매년 우수도서로 선정되기도 했다. 브랜드로는 ‘성균관대학교 출판부’와 함께 ‘秀subook’이라는 대중 브랜드를 론칭하여 《브레인 다이어트》, 《감각의 역사》 등의 일반 단행본을 발간하고 있다.
- 양현재

본교 대학생 및 대학원생으로서 유학이념을 학문적으로 심화시키고 실천적으로 천명함으로써 민족문화 창조에 기여할 수 있는 유학인의 양성을 목적으로 한다. 양현재에서 공부하는 대부분의 학생들은 '유학동양학(儒學東洋學)' 전공 학생들이다. 조선시대 성균관이 우수한 인재를 후원하고 양성하는 차원에서 성균관 내에 양현재를 운영하였으며, 성균관대학교도 이를 계승하여 서울 성균관 문묘 내에서 양현재를 운영하며 학생들을 교육해왔다. 그러나 문화재청의 문화재 관리 지침에 따라 2005년 3월부터는 양현재를 서울 성균관 문묘에서 퇴계인문관으로 옮겨 교육을 지속해오고 있다.
- 양현관

각종 국가고시 준비생의 면학과 수험생활을 지원하며 사법시험반, 행정고등고시반(지방고등고시 및 입법고등고시 포함), 외무고등고시반, 공인회계사시험반으로 편성·운영한다.
- 건강센터

본교 재학생 및 교직원의 건강한 생활을 위하여 질병의 조기발견, 진료 및 진료 알선, 건강상담, 학생 건강검진, 예방백신 접종, 보건교육을 위한 영상교육실 운영, 기타 필요하다고 인정되는 보건사업을 하고 있다. 처음에는 보건진료소라고 명명되었으나, 2010년 8월 1일부터 ‘건강센터’로 개칭되었다.
- 스포츠단

단체종목으로 야구부, 축구부, 농구부, 배구부, 핸드볼부가 있으며 개인종목으로는 육상부, 태권도부, 골프부, 검도부, 탁구부가 대표적이다. 그 외에 수영, 동계스포츠, 권투 종목에도 준특기자가 입학하여 우수한 성적을 거두고 있으며 순수 아마추어로 미식축구부와 산악부가 있다.
- 기숙사

봉룡학사는 성균관대학교 자연과학캠퍼스에 위치하고 있으며, 1979년 3월 용관(현 의관) 신축(102개실, 204명)을 시작으로 현재 인관, 의관, 예관, 지관 총 836개실 수용인원 1,884명의 초대형 기숙사로 발전하였으며, 2009년 3월 수용인원 1,956명의 초현대식 신관 기숙사를 완공해 3,840명을 수용하는 대한민국에서 가장 큰 규모의 기숙사이다. 봉룡학사는 웅비하는 봉황과 용의 기상을 품는 유생들의 안식처이자 '인, 의, 예, 지(仁, 義, 禮, 智)'라는 교시를 내걸어 선, 후배사이의 끈끈한 정이 이어지는 가족적인 분위기로 학문의 산실이자 인격형성의 수련장으로써 그 역할을 다하고 있을 뿐만 아니라 ‘자율속의 질서’라는 생활모토로 운영되고 있다. 명륜학사는 성균관대학교 인문사회과학캠퍼스에 위치하고 있으며, 내국인 기숙사 E-하우스, G-하우스, K-하우스, 외국인 기숙사 C-하우스, I-하우스, M-하우스로 이루어져 있고, 남학생 기숙시설인 임대원룸이 제공되어 인문사회과학캠퍼스에서 생활하는 내외국민 학부생 및 교환학생 약 1,700명을 수용하고 있다.
- 식물원

식물과 관련된 제반 학문의 발전에 기여할 수 있는 식물학 전반에 대한 연구 및 교육자료로 식물의 보전 육성과 학생들의 실험실습의 장으로 활용하는 데 목적이 있다.
- 공동기기원

공동기기의 효율적 운용을 통하여 본교의 학술연구 발전에 기여함을 목적으로 한다.
- 교육개발센터

교수학습 지원 및 연구 업무를 관장한다.
- 학생인재개발팀

학생 경력개발과 취업에 관련된 전반적인 업무와 리더십 함양을 위한 프로그램 개발계획수립과 운영에 관한 업무를 관장한다.
- 카운슬링센터

적성, 진로선택문제, 학습기술, 대인관계 문제 등 학교생활에 도움을 얻기 위한 상담 및 연구에 관한 업무를 관장한다.
- 양성평등센터

양성평등센터는 성희롱‧성폭력 예방교육과 양성평등교육을 통해 보다 평등하고 상호존중적인 대학 내 성숙한 성문화를 이루어 나가기 위한 기관이다.
- 교육학술림

조경학과의 야외 실습장으로 자연림야외실습(하계학기 2학점 개설)수업에 이용된다.
- 의사소통교육센터

## 부설교육기관

### 성균어학원

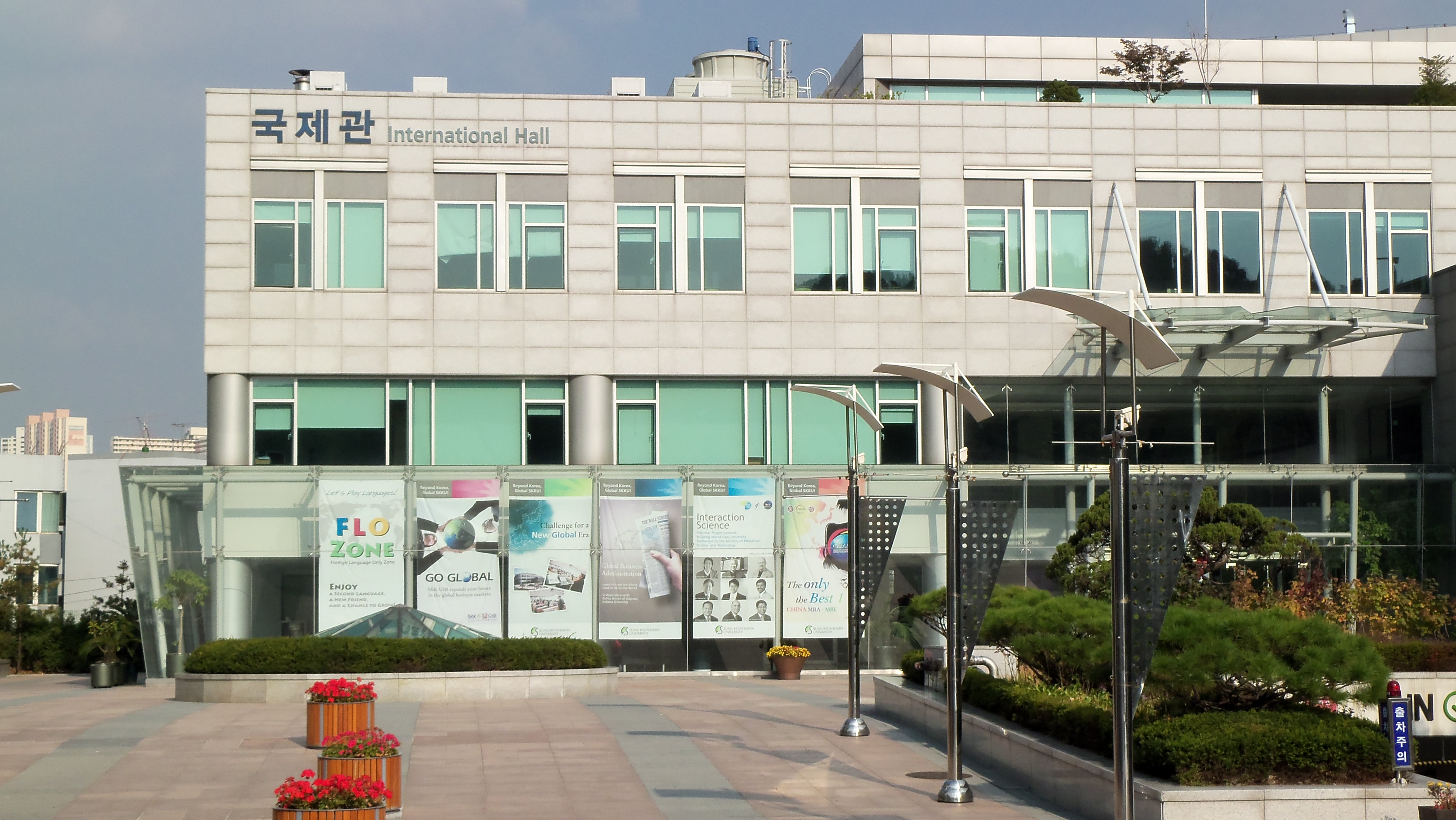
인문사회과학캠퍼스 국제관

한국어의 세계화와 학교 내 국제경쟁력 제고를 위한 노력의 일환으로, 외국인을 대상으로 하는 한국어 정규·단기 과정을 운영하고 있다.
나아가 재학생과 외국인 유학생의 국제교류를 위한 '봉사도우미 Friends' 제도를 운영하여 교내 학생-연수생간 언어 교환 기회를 제공한다. 한국어 운영 프로그램은 다음과 같다.

한국어과정 운영
수준높은 교육과정과 효과적인 교수법, 자체개발 교재로 한국어 교육 선도
- 정규과정 : 1년 6개 학기
- 단기과정 : 1년 2회 여름 개설(2주/3주)
- 레벨테스트를 통해 1급(초급)~6급(고급) 배정, 수준별 학습
- 오후문화체험 클래스, TOPIK 대비반
- Friends 제도로 외국인유학생의 재학생과의 교류 및 한국어학습 지원

'e+ Global Zone' 운영
글로벌언어와 문화를 체험하고 국제화 감각을 기를 수 있도록 외국어 학습, 교류의 기회를 제공하는 공간

### 한국사서교육원
1965년 3월 문교부로부터 전문 사서직 양성기관으로 ‘한국사서교육원’을 설립하는 학칙을 승인받아 정보사회를 선도할 유능한 전문직 사서 및 최고경영자 육성을 목적으로 설립되었다. 당시 대한민국의 도서관학교육이 미국인 교수진에 의해 미국의 도서관학이 그대로 도입된 상황에서 한국자료 중심의 한국적 도서관학 교육의 필요성을 인식하여 동양 및 한국학의 총본산인 성균관대학교에서 도서관학과(1964년 3월)가 설립된 다음 해에 출발하게 된 것이다.
1990년대에 접어들면서 정보화 사회에서 요구하는 인재를 양성하기 위한 새로운 도약의 계기를 마련하기 위한 방안으로 교과과정을 오늘날의 변화된 정보기술의 환경에 맞도록 개편하여 정보처리, 정보검색, 정보관리, 도서관자동화 등과 같은 학과목을 강화하였다. 특히 1996년에는 첨단의 컴퓨터 기기를 갖춘 완벽한 사서교육원 실습실을 마련하여 21세기의 선도적 전문 사서직 양성 기관으로 발전하는 계기를 마련하였다.
사서교육원에서는 1급정사서과정, 2급정사서과정, 준사서과정을 개설 및 운영하고 있으며 현재까지 8,500여명의 졸업생을 배출하였다. 이들 대다수가 국내 주요 도서관 및 각종 정보자료실 등에서 사서로서 대한민국의 문헌정보학 및 도서관 발전에 기여하고 있다. 향후에는 도서관, 자료실 및 정보센터 뿐만 아니라 정보통신분야로의 진출도 가속화 되고 있다.

### 부속기관
- 성균나노과학기술원

2009년 3월에 설립되었으며 성균관대학교 자연과학캠퍼스 내에 위치하고 있다. 탄소나노튜브를 세계 최초로 개발한 이이지마 스미오(Sumio lijima) 박사가 현재 원장으로 재직하고 있다. 영문 명칭 'SKKU Advanced Institute of Nanotechnology'를 줄여 SAINT라 부르기도 한다. 세계적 수준의 연구진이 구축되어 있으며, 내부적으로는 Graphene Nano Device팀, Nano-based Solar Cell Technology팀, Flexible OLED팀, 생체 재료기반 나노복합체 및 소자기술팀의 융복합 연구그룹으로 구분된다. 친환경에너지자동차부품소재연구센터와 나노소재기반휴먼인터페이스융합연구센터가 소속되어 있다. SCIE(과학기술논문 추가 인용색인)급 국제저널인 NANO를 발간하고 있다.
- 동아시아학술원

동아시아학술원은 유학사상을 기반으로 대한민국을 포함한 동아시아의 전통 문화와 현대 문제를 연구함으로써 민족문화를 창달하고 국제적 상호이해를 돈독히 하는 것을 목적으로 2000년 3월 1일에 설립되었다. 수기치인(修己治人)의 유교정신(儒敎情神)을 건학이념(建學理念)으로 하는 성균관대학교는 오랫동안 동아시아학 진흥에 깊은 관심을 기울여왔다. 성균관의 오랜 염원에 힘입어 설립된 동아시아학술원은 국제 동아시아학 학계의 중심기관으로 발돋움하고 있으며 21세기 국제 사회의 주요 관심사가 될 동아시아 문화를 미래지향적 관점에 입각하여 연구하고 있다. 또한, 연구와 교육을 유기적으로 결합함으로써 새로운 학문 전략을 수립하고, 연구 모델의 새로운 패러다임을 창출하고자 노력하고 있다.
동아시아학술원은 기존의 학문 분류 체계를 묵수(墨守)하지 않고, 통합학문적 연구를 통해 연구와 교육 기능을 동시에 수행하는 통합시스템을 구축하고 있다. 이를 위하여 Research Cluster, 산하연구소(원), 대학원 및 학부 교육과정, 자료정보 지원 기능을 동시에 갖추고 있으며, 각 단위의 유기적 통일성을 제고함으로써 시너지 효과를 창출하고 있다.
산하 기관으로 대동문화연구원 보관됨 2024-07-01 - 웨이백 머신과 유교문화연구소 보관됨 2010-01-06 - 웨이백 머신, 동아시아미래가연구소와 서베이리서치센터를 가지고 있다.

### 부설 연구기관

#### 인문사회과학캠퍼스
- 인터랙션사이언스연구소

2009년에 설립되었으며 성균관대학교 인문사회과학캠퍼스 내에 위치하고 있다. 공동연구를 위한 3인의 교수와 해외 학자 6인으로 구성되어 있다. WCU 사업의 유일한 인문사회과제에 선정되었다.
- 성균중국연구소 보관됨 2024-07-01 - 웨이백 머신

1989년에 설립되었으며 성균관대학교 인문사회과학캠퍼스 내에 위치하고 있다. 현대 중국의 정치, 경제, 문화 등 사회 전반에 걸친 폭넓은 연구를 진행해오고 있다. 2007년 한국학술진흥재단 중점연구소로 선정되었다
- 성균건축도시설계원

#### 자연과학캠퍼스

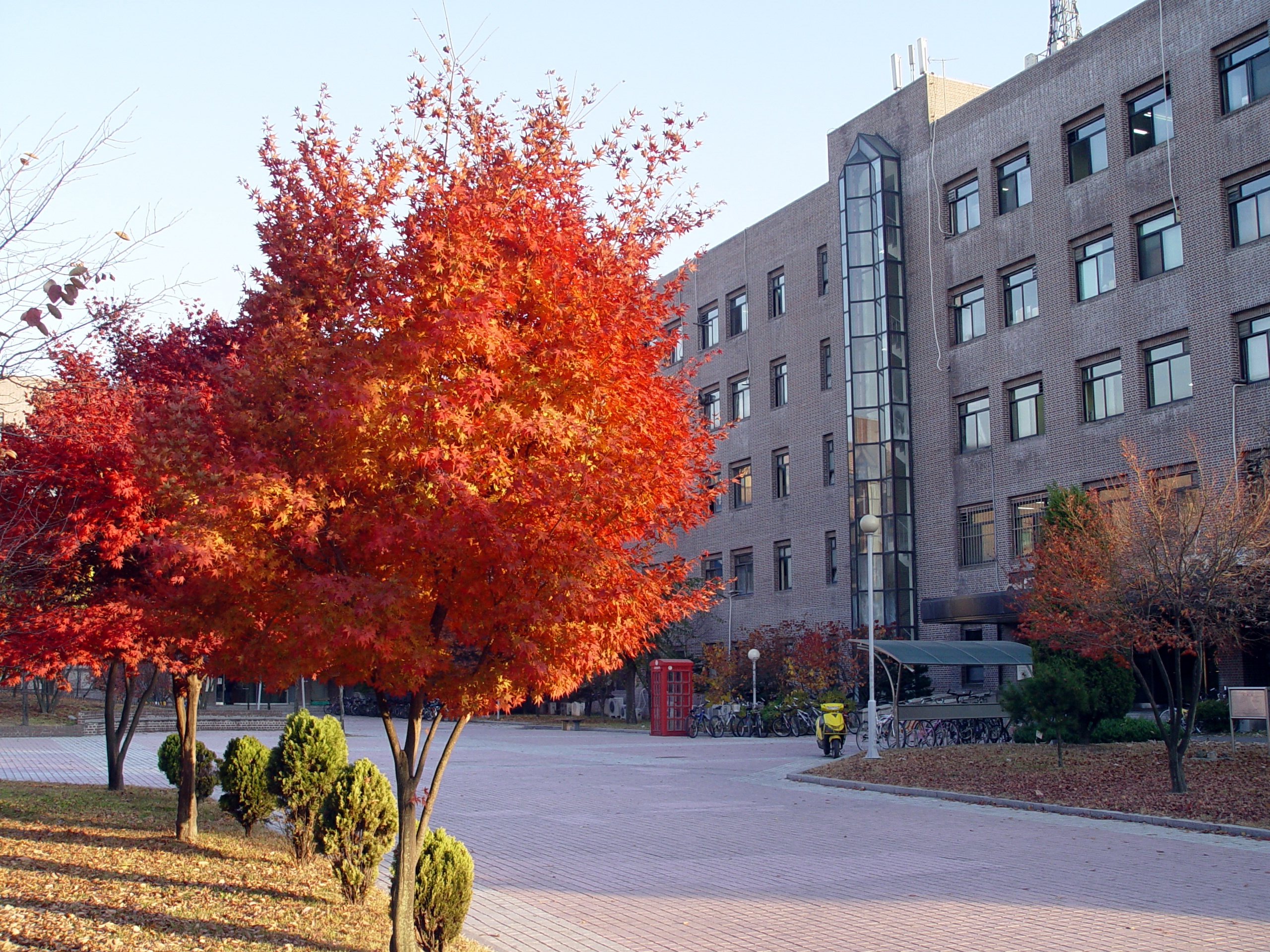
자연과학캠퍼스 제2공학관

- 플라즈마응용 표면기술연구센터

현재 신소재, 플라즈마 물리학, 표면화학, 전자, 기계 분야의 15명의 교수진이 참여하여 상호 유기적인 협력을 통해 플라즈마 발생 및 진단 제어, 박막신소재의 설계 및 합성공정 개발, 코팅막의 분석 및 신뢰성 평가에 이르는 기초연구에서 시제품 개발까지의 연구활동을 수행하고 있으며, 동시에 대학 및 산업체의 인력양성을 위한 교육 및 훈련을 위해 활동하고 있다. 플라즈마 원천기술을 이용하여 체계적으로 개발한 지식, 기술, 노하우를 바탕으로 국내는 물론 세계 플라즈마 응용기술을 선도한다는 사명감을 가지고 고부가가치 박막 신소재 부품 창출 및 고품위 공정용 플라즈마 시스템 개발을 위한 기초연구 뿐만 아니라 기초연구를 통해 개발된 원천기술을 산업체와 연계하여 생산현장에 접목하는 상용화 기술개발을 제1의 목표로 하여 연구개발을 진행하고 있다.
- 분자치료연구센터

분자치료연구센터는 현대에 분자유전학 및 기초분자생물학을 비롯한 기초의학 연구결과를 이용하여 질병의 예방, 진단, 치료에 이용할 수 있는 새로운 분자물질을 개발하여 임상에 이용함으로써 인류의 건강과 복지증진을 목적으로 하는 첨단의학연구소를 목표로 하고 있다.
- 나노튜브 및 나노복합구조연구센터

정보통신용 신기능성소재 및 공정연구센터는 나노튜브 및 나노복합구조를 합성하고 이들의 새로운 물성 연구를 통하여 나노과학기술의 기초를 확립하는 것을 목표로 2001년에 설립되었다. 그 해 한국과학재단 우수연구센터 사업에 선정되어 2001년 7월부터 2010년까지 연평균 10억원의 지원을 받아 운영하고 있으며, 그외에도 성균관대학교로부터 연 5억 상당의 고가 기자재와 연구보조인력의 장학금, 그리고 삼성전자, 일진나노텍 등 산업체로부터 연 1억원 상당의 지원을 통하여 운영되고 있다.
- 마이크로전자패키징연구소

전자업계에서는 고성능 마이크로칩이나 모듈 개발과 동시에, 이들을 보호하고, 신호분배, 전원 공급 및 열 방출을 담당하는 전자 패키징 기술과 하나의 칩으로 하나의 시스템을 구현하는 SiP(System in Package)와 같은 발전된 형태의 패키징 기술 개발이 부각되고 있다. 이러한 기술적, 사회적 요구에 따라 2004년 10월 산업자원부와 경기도의 지원을 받아 마이크로 전자 패키징 사업단(MEPC, Micro Electronic Packaging Consortium)이 성균관대학교 내에 설립되었다. 대학, 기업, 연구소를 네트워크화 하여, 차세대 전자 패키징 재료, 공정, 설계, 신뢰성 평가, 환경성 평가 기술을 연구하고, 결과물을 제품화하는데 목적이 있다. 보다 실질적인 연구를 지향하고, 사회적 요구에 빠르게 대응하기 위해서 재료, 전자, 전기, 화학 공학 분야의 패키징 전문 교수들과 기업, 연구소의 컨소시엄 형태로 다양한 형태의 교육 사업, 컨설팅, 연구 교류, 공동 연구, 국제 협력을 진행 중에 있다. 이는 경기도내 전자전기 산업 발전에 이바지 하는 동시에 나아가 차세대 전자 패키징 기술을 보유한 국가 이미지 고취를 목표로 하고 있다.
- 과학기술연구소
- 산업설비 안전성평가 연구센터(SAFE)
- 정보통신용 신기능성소재 및 공정연구센터
- 미래가전연구센터
- 바이오 나노융합재료 연구센터
- 지능시스템 연구센터 보관됨 2010-07-05 - 웨이백 머신
- 유비쿼터스 컴퓨팅기술 연구소
- 창의적설계기술 연구소
- 바이오메카트로닉스센터
- 신개념 융복합 에너지과학연구소

### 학부 부설 연구기관

#### 문과대학
- 프랑스어권연구소
- 인문과학연구소
- 비판적사고와문화연구소
- 정보관리연구소
- 하이브리드컬처연구소
- 동아시아역사연구소
- 비교문화연구소

#### 법과대학
- 법학연구소
- 글로컬과학기술법연구소

#### 사회과학대학
- 사회과학연구소
- 응용심리연구소
- 미디어문화콘텐츠연구소
- 국가경영전략연구소
- 국제정보정책
- 전자정부연구소
- 사회복지연구소
- 도시발전연구소
- 국정평가연구소
- 리더쉽과공공관리연구소

#### 경제대학
- 경제연구소
- 보험문화연구센터
- 응용통계연구소

#### 경영대학
- 정보통신경영공동연구소

#### 생활과학대학
- 생활과학연구소

#### 사범대학
- 사교육정책중점연구소
- 교육연구소

#### 예술대학
- 디자인사이언스연구소

#### 학부대학
- 의사소통교육센터
- 교양기초교육연구소

#### 자연과학대학
- 기초과학연구소

#### 정보통신대학
- 정보통신기술연구소
- 산업전자응용연구소
- 협력무선통신연구센터
- 게임기술개발지원센터
- 에너지파워연구센터
- 정보보호인증기술연구소
- 컨버젼스연구소
- 이동통신교육센터
- RFID/USN집적회로연구센터
- 전력IT인력양성센터

#### 공과대학
- 고분자기술연구소 보관됨 2011-11-30 - 웨이백 머신
- 첨단소재기술연구소
- 기계기술연구소
- 건설환경연구소
- 무배출형환경설비지원센터
- 품질혁신센터
- 로봇공학연구소
- 한국화학연구원공동연구센터

#### 약학대학
- 약학연구소

#### 생명공학대학
- 생명공학연구소

#### 스포츠과학대학
- 체력과학연구소

#### 의과대학
- 의학연구소

## 개설 학과 · 전공
학부와 대학원 과정이 모두 개설되어 있으며, 2011년 기준 개설되어 있는 과정은 다음과 같다.
| \| 구분 \| 캠퍼스 \| 설치학과 또는 유형 \| 참조 페이지 \| \| ------ \| ------------ \| ---------------------------------------------------------------------------------------------------------------------------------------------------------------------------------------- \| ----------- \| \| 학부 \| 인문사회과학 \| 학부대학, 유학/동양학부, 문과대학, 법과대학, 사회과학부, 경제학부, 경영학부, 생활과학부, 사범대학, 예술학부, 글로벌리더학부 \| 대학 안내 \| \| 학부 \| 자연과학 \| 자연과학부, 정보통신공학부, 공과대학, 약학부, 생명공학부, 스포츠과학부, 의과대학 \| 대학 안내 \| \| 구분 \| 유형 \| 설치과정 \| 대학 안내 \| \| 대학원 \| 일반대학원 \| 성균관대학교 대학원 \| 대학 안내 \| \| 대학원 \| 전문대학원 \| 경영전문대학원, SKK GSB, 국정관리대학원, 중국대학원, 법학전문대학원, 의학전문대학원, 글로벌보험연금대학원 \| 대학 안내 \| \| 대학원 \| 특수대학원 \| 유학대학원, 교육대학원, 국가전략대학원, 언론정보대학원, 정보통신대학원, 디자인대학원, 번역,TESOL대학원, 생활과학대학원, 사회복지대학원, 임상약학대학원, 임상간호대학원, 경영대학원(iMBA) \| 대학 안내 \| |              | |             |
| * 개설 과정에 관한 자세한 정보를 보려면 아래 단락의 내용을 참조한다. |              | |             |
| 구분 | 캠퍼스       | 설치학과 또는 유형 | 참조 페이지 |
| 학부 | 인문사회과학 | 학부대학, 유학/동양학부, 문과대학, 법과대학, 사회과학부, 경제학부, 경영학부, 생활과학부, 사범대학, 예술학부, 글로벌리더학부                                                              | 대학 안내   |
| 학부 | 자연과학     | 자연과학부, 정보통신공학부, 공과대학, 약학부, 생명공학부, 스포츠과학부, 의과대학 | 대학 안내   |
| 구분 | 유형         | 설치과정 | 대학 안내   |
| 대학원 | 일반대학원   | 성균관대학교 대학원 | 대학 안내   |
| 대학원 | 전문대학원   | 경영전문대학원, SKK GSB, 국정관리대학원, 중국대학원, 법학전문대학원, 의학전문대학원, 글로벌보험연금대학원                                                                                | 대학 안내   |
| 대학원 | 특수대학원   | 유학대학원, 교육대학원, 국가전략대학원, 언론정보대학원, 정보통신대학원, 디자인대학원, 번역,TESOL대학원, 생활과학대학원, 사회복지대학원, 임상약학대학원, 임상간호대학원, 경영대학원(iMBA) | 대학 안내   |

### 학부 과정
|  | - 국어국문학과 | - 영어영문학과 | - 프랑스어문학과 | - 중어중문학과 | - 독어독문학과 | - 러시아어문학과 | - 한문학과 | - 사학과 | - 철학과 | - 문헌정보학과 |

|  | - 법학과 |

|  | - 글로벌리더학부 | - 행정학과 보관됨 2010-11-13 - 웨이백 머신 | - 정치외교학과 | - 신문방송학과 | - 사회학과 보관됨 2018-04-13 - 웨이백 머신 | - 사회복지학과 보관됨 2008-02-24 - 웨이백 머신 | - 심리학과 | - 소비자가족학과 | - 아동·청소년학과 |

|  | - 경제학과 | - 통계학과 보관됨 2018-04-13 - 웨이백 머신 | - 글로벌경제학과 보관됨 2010-02-10 - 웨이백 머신 |

|  | - 경영학과 | - 글로벌경영학과 |

|  | - 교육학과 | - 한문교육과 | - 수학교육과 | - 컴퓨터교육과 |

|  | - 미술학과 | - 디자인학과 | - 무용학과 | - 영상학과 | - 연기예술학과 | - 의상학과 |

|  | - 생명과학과 | - 수학과 | - 물리학과 | - 화학과 |

|  | - 전자전기공학부 보관됨 2018-04-12 - 웨이백 머신 | - 반도체시스템공학과 보관됨 2018-04-13 - 웨이백 머신 |

|  | - 화학공학/고분자공학부 | - 신소재공학부 | - 건설환경공학부 | - 기계공학부 | - 건축학과 | - 나노공학과 | - 시스템경영공학과 보관됨 2007-08-30 - 웨이백 머신 |

|  | - 식품생명공학과 보관됨 2018-04-13 - 웨이백 머신 | - 바이오메카트로닉스학과 | - 유전공학과 보관됨 2018-04-13 - 웨이백 머신 |

|  | - 스포츠과학과 |

|  | - 약학과 |

|  | - 의학과 |

|  | - 소프트웨어학과                                                        |
|  | - 글로벌융합학부 - 지능형소프트웨어학과 보관됨 2023-07-25 - 웨이백 머신 |

### 대학원 과정
|  | - 경영전문대학원 | - SKK GSB | - 국정관리대학원 | - 중국대학원 | - 법학전문대학원 | - 의학전문대학원 | - 글로벌보험연금대학원 |

|  | - 유학대학원 - 생활과학대학원 | - 교육대학원 - 사회복지대학원 보관됨 2009-05-01 - 웨이백 머신 | - 국가전략대학원 - 임상약학대학원 | - 언론정보대학원 보관됨 2012-06-10 - 웨이백 머신 - 임상간호대학원 | - 정보통신대학원 - 경영대학원(iMBA) | - 디자인대학원 | - 번역,TESOL대학원 |

## 사진

1398년 법과대학 표지
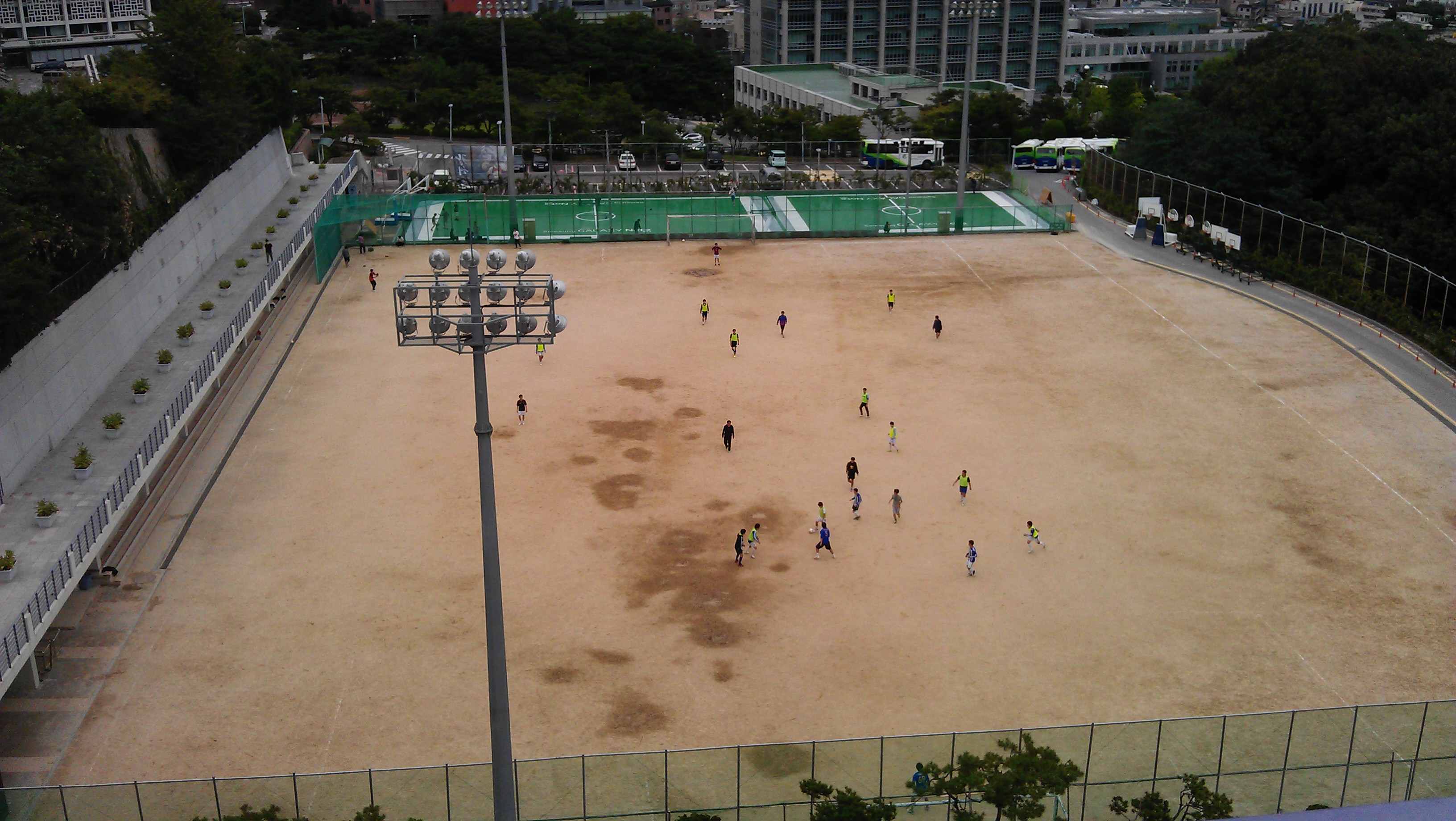
인문사회과학캠퍼스 대운동장 전경
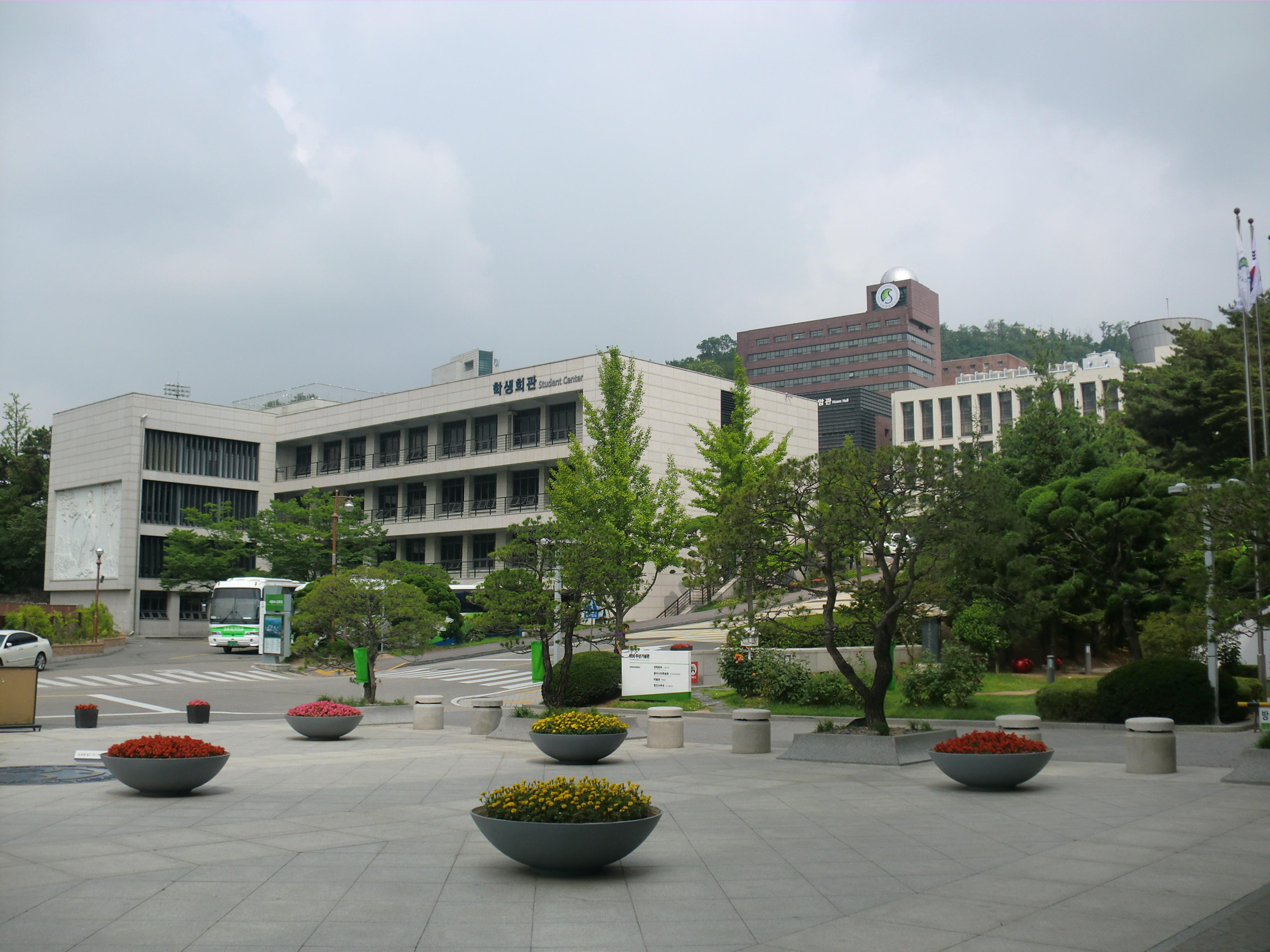
인문사회과학캠퍼스 학생회관 전경
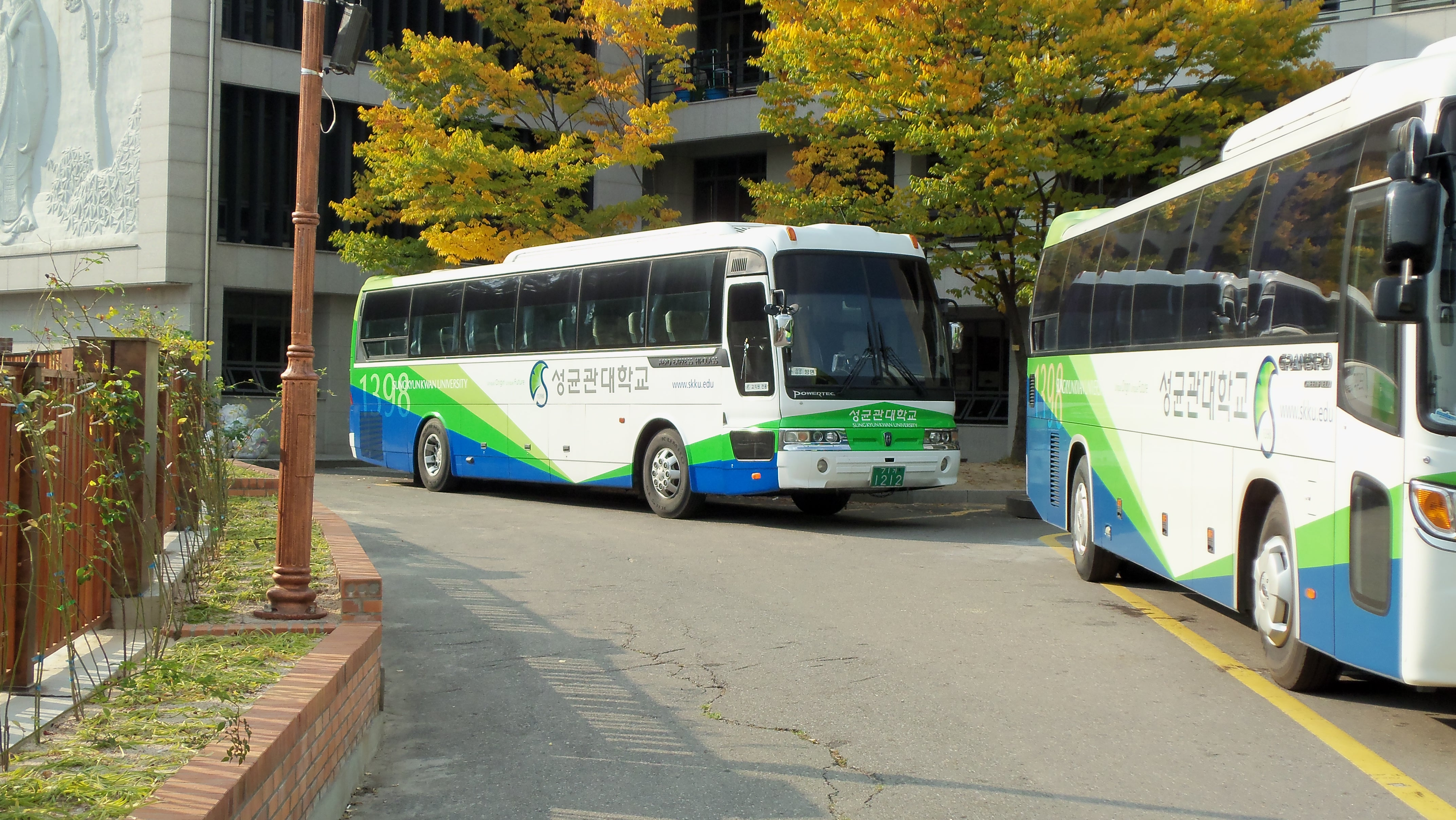
학교 버스

## 같이 보기
- 성균관
- 성균관로
- 성균관대학교 축구단
- 삼성의료원
- 삼성그룹